# Panhard et Levassor Dynamic
Panhard et Levassor Dynamic var en fransk stor bil, som lanserades på Bilsalongen i Paris i oktober 1936 som efterträdare till Panhard et Levassor CS och Panhard et Levassor DS. Den tillverkades av Panhard et Levassor till 1940, då andra världskriget kom i vägen för produktion av privatbilar i Frankrike. 
Dynamic tillverkades med tre olika hjulbaser, varav den kortaste snart togs ur sortimentet. Vanligast var hjulbasen 280 cm. Som ersättare till DS introducerades Dynamic 160, som hade en sexcylindrig motor på 3,6 liter, vilken tillverkades i 153 exemplar. Sammanlagt tillverkades till 1940 omkring 2.740 exemplar av Dynamic.
Panhard et Levassors anställda konstruktör och formgivare Louis Bionier (1898–1973) ritade en strömlinjeformad kaross till Dynamic. Strålkastarna integrerades i framhjulens skärmar. Den längsta karossversionen, berline "sex-fönsters", rymde nio passagerare.
Speciella drag i Dynamics konstruktion var att ratt och pedaler placerades mitt i framsätet, i stället för till höger som varit standard i Frankrike dessförinnan, samt att den var upphängd med dubbla länkarmsstötfångare framtill.

## Andra världskriget
Efter utbrottet av andra världskriget kontrakterade den franska armén 182 Dynamic med kraftig motor och lång hjulbas och lång kaross. 
I juni 1940 ockuperade den tyska armén norra Frankrike. Så småningom flyttade Panhard et Levassor sin produktion till Tarbes i sydvästra Frankrike, där en gengasvariant av Dynamic tillverkades i ett mindre antal. Företaget tvingades dock under ockupationen att i ökande utsträckning tillverka krigsmaterial.

## Bildgalleri

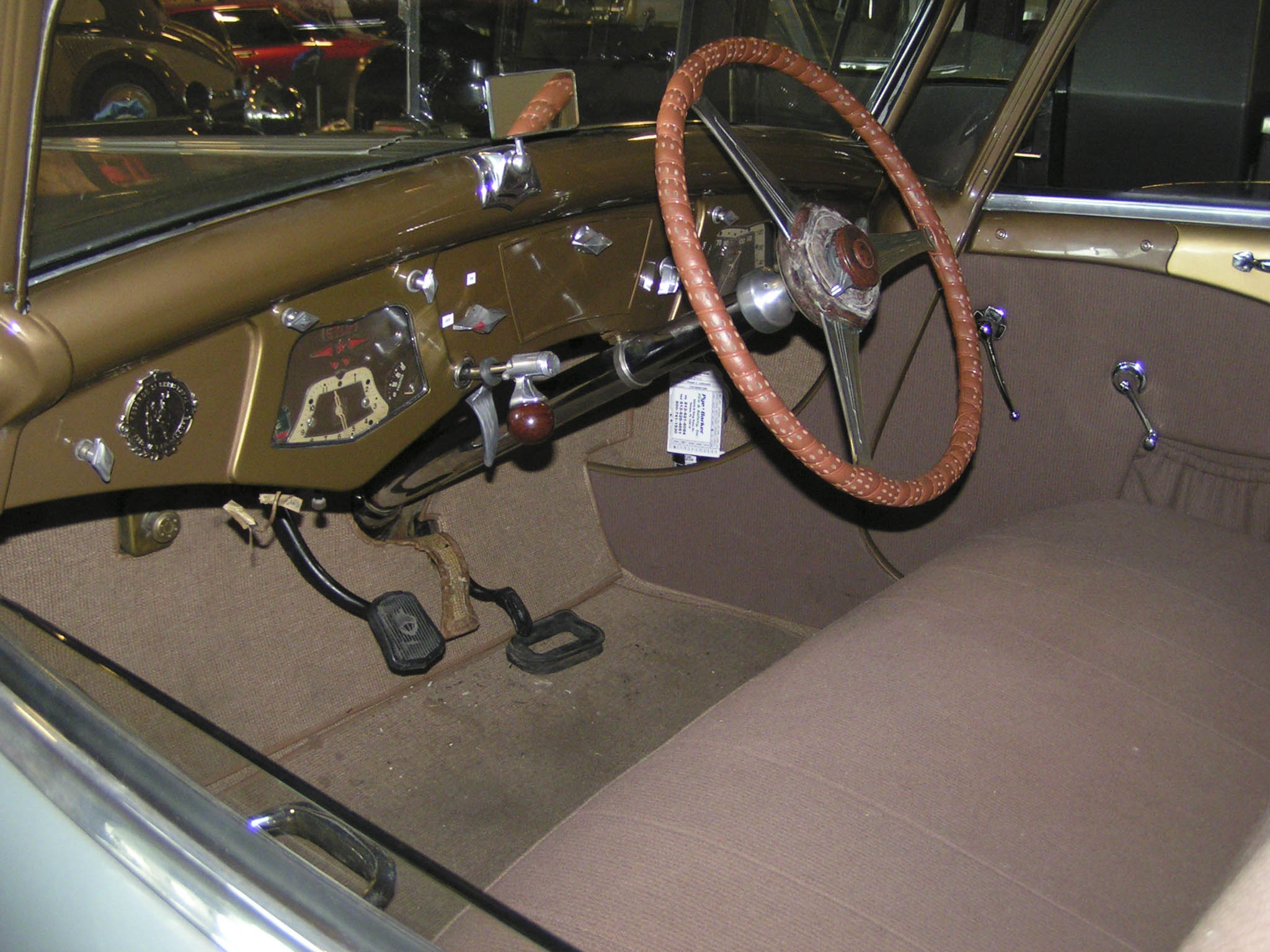
Interiör med mittplacering av ratten
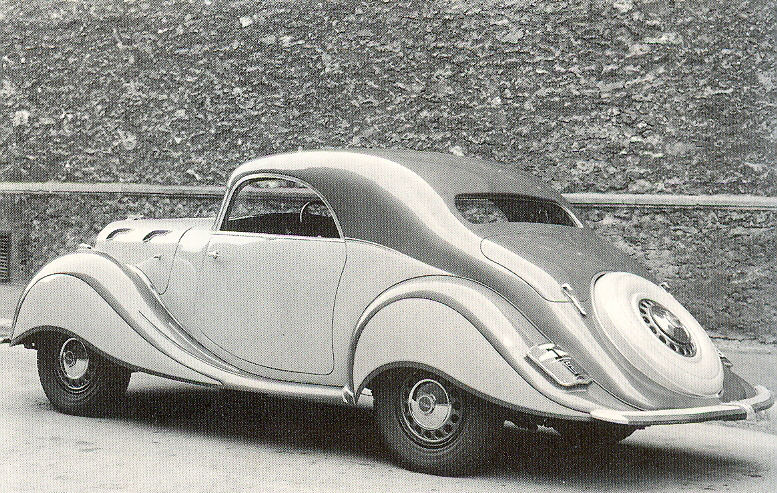
Dynamic Coupé Junior
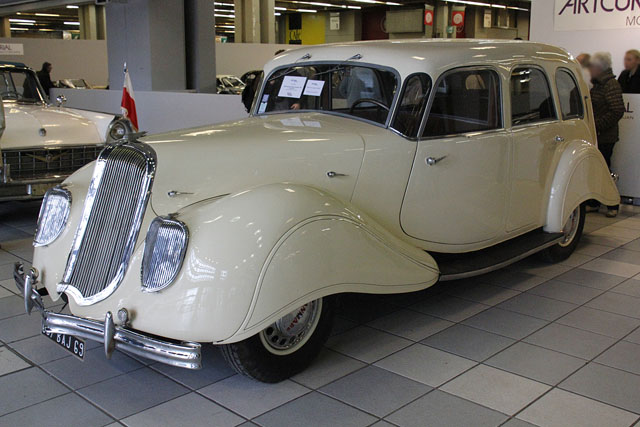
Panhard et Levassor Dynamic 140 Limousine "sexfönsters" X81, 1939
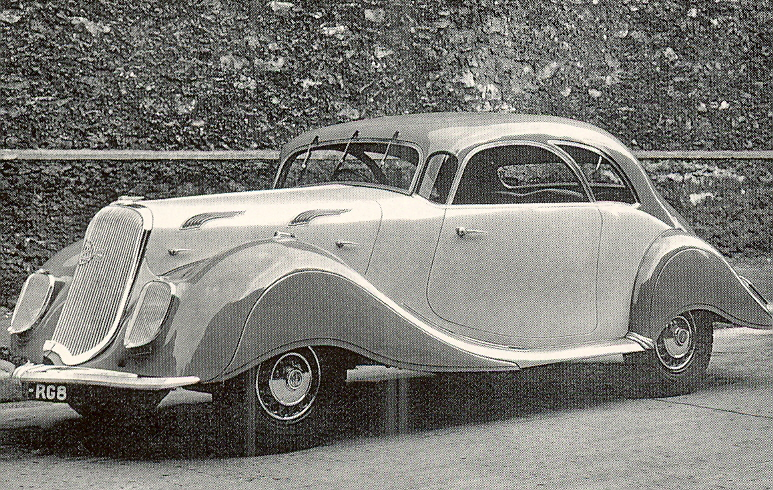
Panhard et Levassor Dynamic 140 Coupé Major
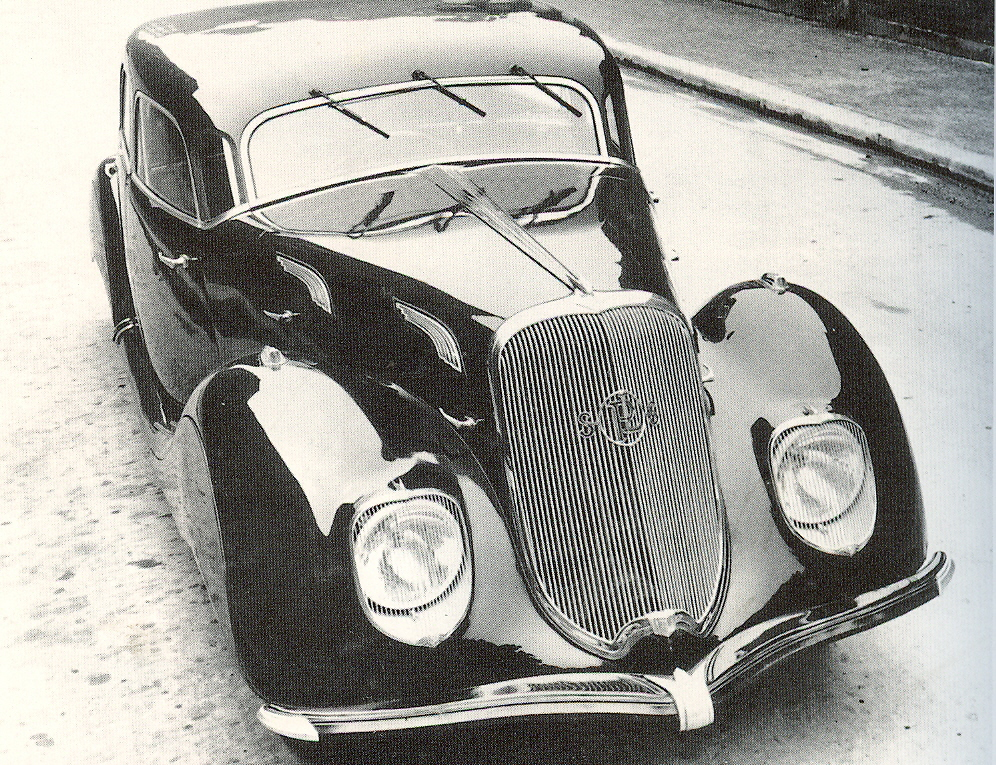
En Panhard et Levassor Dynamic från 1937